# Беларус
Вижте пояснителната страница за други значения на Беларус.
Репу̀блика Белару̀с, наричана също и Белору̀сия (на беларуски: Рэспубліка Беларусь, Беларусь; на руски: Республика Беларусь, Белоруссия) е държава в Източна Европа, която граничи с Русия на изток, Полша на запад, Украйна на юг, Литва на северозапад, Латвия на север и няма излаз на море. Столицата ѝ е град Минск. Беларус е една от 15-те бивши съветски републики и съществува като самостоятелна държава само от 1918 до 1919 г. – т.нар. Белоруска народна република. Преди това териториите ѝ са били част от няколко държави, вкл. Руската империя, Великото литовско княжество и Жечпосполита. Беларус, заедно с Украйна, е една от държавите, най-тежко пострадали от Втората световна война: загива една трета от населението ѝ, а половината ѝ икономически ресурси са унищожени. През август 1991 г. Беларус обявява независимост от СССР и започва да провежда самостоятелна политика.
Три години по-късно Александър Лукашенко става президент на Беларус. Държавата упражнява силен контрол над икономиката, води политика на противопоставяне на НАТО и на икономическото сътрудничество с ЕС, а вътре в страната политическите свободи са ограничени. Беларус е силно обвързана с Русия, двете имат обща отбранителна и митническа система.
Близо 40% от територията на Беларус са заети от гъсти гори. Площта ѝ е 207 705 km², от които 204 875 km² суша и 2830 km² водна площ.

## История
През VII век днешните земи на Беларус са заселени със славянски племена (драговичи, радомичи, кривичи). През ранното Средновековие (IX век) страната е в пределите на Киевска Рус, а през XII век е раздробена на няколко феодални княжества. От XIV до XX век последователно е била Литва, част от Полша и Руската империя. От 1922 г. до 1991 г. Беларус е съюзна република в състава на СССР. През 1991 г. е провъзгласена за независима република.

### Ранна история
Областта на днешен Беларус е първоначално заселена от балтийски племена през III век. Около V век земите им са покорени от славянски племена. Това е резултат отчасти поради липсата на военно координиране на балтите, но постепенната асимилация на балтите в славянската култура има мирен характер.
През IX век територията на днешен Беларус става притежание на Киевската Рус, управлявана от Рюриковичи. След смъртта на Ярослав I, държавата се разпада на независими княжества. Голямата част от ранните руски княжества са заличени или тежко засегнати от монголското нашествие през XIII век, но земите на днешен Беларус избягват тази участ и в крайна сметка стават част от Великото литовско княжество. Това води до икономическо, политическо, етническо и културно обединение на беларуските земи. По това време княжеството участва в няколко военни кампании, включително сражаването на страната на Полша срещу Тевтонския орден в битката при Грюнвалд през 1410 г. Съвместната им победа позволява на княжеството да контролира северозападните покрайнини на Източна Европа.
Великото московско княжество, предвождано от Иван III, предприема военни кампании през 1486 г. в опит да завземе териториите на днешен Беларус, Русия и Украйна.

### Жечпосполита
На 2 февруари 1386 г. Великото литовско княжество и Полското кралство сключват лична уния (вж. Кревска уния) чрез брак на владетелите си. Тази уния задвижва събития, които в крайна сметка довеждат до образуването на т.нар. Жечпосполита през 1569 г. чрез Люблинската уния.

През годините след унията, процесът на постепенна полонизация на литовци и рутени започва да набира скорост. В културния и обществен живот преобладават полският език и католицизмът, а през 1696 г. полският измества рутенския като официален език. Последният дори е забранен за употреба в администрацията. Въпреки това рутенците продължават да говорят на родния си език и остават верни на Белоруската греко-католическа църква.
- Мирският замък, построен през XVI в. в стил късна тухлена готика, е един от малкото останали архитектурни паметници от бившата Полско-литовска държава в днешен Беларус.
- Несвижкият замък, построен около 1582 г. от рода Радзивил по времето на Полско-литовската държава

### Руска империя
През 1772 г. в хода на т. нар. Първа подялба на Жечпосполита между Руската империя, Кралство Прусия и Хабсбургската монархия, ония войводства, които са населени предимно с беларуси (Мшчиславско войводство и от части Полоцко войводство, Витебско войводство и Минско войводство на Великото литовско княжество), са анексирани от Руската империя, образувайки Могильовска губерния, а от части те влизат и в състава на Псковска губерния, от която по-късно през 1776 г. е образувана Полоцката губерния с център град Полоцк.
На 10 януари 1778 г. губерниите са преименувани на „наместничества“ в резултат административно-териториалните реформи на Екатерина II.
През 1791 г. вследствие на Втората подялба на Жечпосполита към Руската империя преминават също Минското войводство и Новогрудско войводство – също традиционно населени с беларуси – и образуват Минска губерния с център град Минск (съществува в периода 1793 – 1795 г. и 1796 – 1921 г. (в периода 1795 – 1796 г. се нарича Минско наместничество).
На 12 декември 1796 г., в хода на административно-териториалните реформи на Павел I (премахване на наместничествата и възвръщане на губерниите) дотогавашното Могильовско наместничество било обединено с Полоцкото наместничество и по този начин е образувана Беларуската губерния с административен център град Витебск.
През 1797 г. се състои Третата подялба на Жечпосполита и останалите части на Минското войводство и Новогрудско войводство, както и големи части от Трокското войводство и Виленското войводство – също традиционни беларуски земи – преминават в състава на Руската империя. От тия земи се образува руската Гродненска губерния с център град Гродно (съществува в периода 1801 – 1918 г.)
На 27 февруари 1802 г. от Беларуската губерния биват отцепени ония 12 уезда, които някога са съставлявали Могильовска губерния, и от тях на ново се основава Могильовската губерния с център град Могильов в първообраза ѝ, а от останалите уезди е образувана Витебска губерния с център град Витебск.
По време на управлението на Николай I и Александър III, националните култури са подлагани на репресии. Политиката на полонизация е подменена с политика на русификация, която включва връщане на източното православие. Беларуският език е забранен в училищата, докато в съседна Жемайтия е позволено началното образование на жемайтски диалект.
През 1863 г. икономическото и културното напрежение ескалира в Януарското въстание, предвождано от Константи Калиновски. След провала му, руското правителство въвежда кирилицата като писменост на беларуския език през 1864 г., а официалните документи на беларуски език са забранени до 1905 г.
През Първата световна война тия земи са окупирани от Германската империя. По време на преговорите около Брест-Литовския мирен договор, Беларус обявява независимост, докато е още под германска окупация на 25 март 1918 г. С това се слага началото на Беларуската народна република. Веднага след това избухва Полско-съветската война и територията на Беларус е поделена между Полша и новосъздадения Съветски съюз. Оттогава радата на Беларуската република съществува като правителство в изгнание и до днес. Към момента това е най-дълго оцелялото правителство в изгнание.

### Беларуска народна република
Беларуската народна република е първият опит за създаване на независима беларуска държава под името „Беларус“. Въпреки значителните усилия, държавата приключва съществуването си, тъй като първоначално е окупирана от Германската имперска армия, после от Руската императорска армия, а сетне от Червената армия на болшевиките. Съществува от 1918 до 1919 г., но все пак поставя основите за създаването на държавност около името „Беларус“.

### Белоруска съветска социалистическа република
Част от Беларус, намираща се под руска власт, е преобразувана в Белоруската съветска социалистическа република през 1919 г. Скоро след това е образувана в Литовско-Белоруска Съветска Социалистическа Република заедно с Литва. Тя просъществува само няколко месеца, преди полското настъпление да я накара да се разпадне. Войната приключва през 1921 г., след което Белоруската ССР влиза в състава на СССР. Западната част на днешен Беларус остава част от Полша.
През 20-те и 30-те години на XX век съветските селскостопански и икономически политики, включващи колективизация и петилетки, водят до масов глад и политически репресии в страната.
През 1939 г. Нацистка Германия и Съветският съюз нападат и окупират Полша, с което започва Втората световна война. Съветските войски анексират голяма част от източните земи на Полша. Голямата част от северните покорени територии са прибавени към площта на Беларуската ССР и днес съставляват част от Западен Беларус. Съветските власти в Беларуската ССР вече контролират територии, населявани от поляци, украинци, беларуси и евреи. През 1941 г. Германия нахлува в Съветския съюз. Брестката крепост е подложена на една от най-ожесточените атаки през войната. Статистически погледнато, Беларуската ССР е най-тежко ударената съветска република през войната. Тя остава окупирана от нацистите до 1944 г. През това време те унищожават 209 от 290 града в страната, 85% от беларуската промишленост и над 1 милион сгради. Немският Генерален план „Ост“ предвижда избиването, изселването и поробването на повечето беларуси с цел да се предостави жизнено пространство на изток за германците.
Броят на загиналите през войната е оценен на над 1 милион души. Еврейското население в страната е опустошено в хода на Холокоста и така и не се възстановява. След войната окончателните граници на страната са начертани от Сталин, когато някои беларуски територии са дадени на новоанексирана Литва.
След войната, Беларус е една от страни учредителки на Хартата на Обединените нации и като такава получава допълнителен глас в ООН, освен гласа на СССР, в който членува. Следват енергични програми по възстановяване на страната. Така Беларуската ССР се превръща в голям производствен център в западните части на съюза, създавайки работни места и привличайки руснаци.
Сталин въвежда политика на съветизация, за да изолира Беларуската ССР от Западния свят. Тя включва изпращането на руснаци от различни части на съюза и поставянето им на ключови позиции в местното управление. След смъртта на Сталин, Никита Хрушчов продължава делото му на културна хегемония, заявявайки: „Колкото по-скоро всички започнем да говорим на руски, толкова по-бързо ще построим комунизма“.
През 1986 г. Беларуската ССР става главен потърпевш на Чернобилската авария в съседната Украинска ССР, при която страната е засипана от радиоактивно замърсяване.

### Независимост
На 27 юли 1990 г. е издадена декларация за Държавен суверенитет на Беларуската ССР. Името на страната е променено на Република Беларус на 25 август 1991 г. Оттогава нататък тя се счита за независима. На 9 декември 1991 г. тя участва в учредяването на Общността на независимите държави.
През март 1994 г. е приета нова национална конституция, според която функциите на министър-председателя се дават на президента на Беларус. Изборите за президент през същата година изстрелват неизвестния дотогава Александър Лукашенко на президентския пост, който заема и до днес. Впоследствие множество западни правителства, Амнести Интернешънъл и Хюман Райтс Уоч отправят многобройни критики към авторитарния режим на Лукашенко. Поради това Беларус често е наричана „последната диктатура в Европа“.
След години приемане на руското влияние в страната, през 2014 г., на фона на анексирането на Крим от Русия и руската военна намеса в Източна Украйна, Лукашенко се застъпва за възраждане на беларуската идентичност. Той за пръв път изнася реч на беларуски, а не на руски език.
Въпреки това на среща в Сочи през 2019 г. Лукашенко заявява пред Владимир Путин, че двете страни могат „да се обединят още утре без проблем“.

## География
Беларус има площ от 207 600 km² с обща дължина на границите 3306 km. Граничи с 5 държави – Русия на изток (959 km граница), Украйна на юг (891 km), Полша на запад (605 km), Литва на северозапад (680 km) и Латвия на север (171 km). Страната няма излаз на море. Около 40% от територията ѝ е покрита от гори и значителна част от нея е заета от блата и мочурища. Беларус е предимно равнинна държава, най-високата ѝ точка е хълмът Дзерджинская гора (Дзяржинская хара, 346 m). В южните си части, по поречието на река Припят, се простира мочурливата низина Полесие. Низината е покрита със смесени гори, в които се срещат много ценни горски видове и диви животни (рис, лос, бобър, глиган, черен щъркел и др.). Полесието е най-голямата заблатена и некултивирана територия в Европа. Съществуват значителни залежи на нефт и газ. Извличат се най-вече гранит и варовик. Има голямо наличие на торф, който е от голямо значение за земеделието. Средното количество валежи за годината е от 550 до 700 mm, климатът е умереноконтинентален (поради липсата на планини и равнинния характер на страната). Зимите са много студени, със средна температура от –6 °C, а летата са прохладни и влажни, със средна температура от 18 °C. Беларус има около 10 800 езера.

## Население
По население (9,504 млн. към 2009 г.) Беларус заема четвърто място сред страните от ОНД, след Русия, Узбекистан и Казахстан. На територията на страната живеят представители на над сто народности. Основната част са беларуси (3/4 от общия брой), а останалите са руснаци, поляци, украинци и др. В столицата Минск живеят 1,938 млн. души.
Както много други източноевропейски държави, Беларус има отрицателен прираст на населението. Съотношението на мъжете към жените в страната е 0,87. Средната продължителност на живота е 72,15 години (66,53 за мъжете и 78,1 за жените). Над 99% от беларусите над 15-годишна възраст са грамотни.

### Езици
Беларус има два официални езика – руски и беларуски. Най-широко използван е руският, който се говори от 70% от населението, докато беларуският – от 23%. Други говорени от малцинствата езици са полският, украинският и идиш. Въпреки че беларуският не се употребява особено, той е майчин език за 53,2% от населението.

### Религии
По данни от преброяването през 2011 г., 58,9% от беларусите са религиозни. От тях 82% са православни. В западните части на страната се изповядва римокатолицизъм. Конституцията на страната уточнява, че Беларус няма официална религия. И докато свободата на вероизповедание се гарантира в същия член от конституцията, религиозните организации, които се считат за вредни от правителството, могат да бъдат забранени.

## Държавно устройство
Беларус е президентска република, управлявана от президент и двукамарен парламент, наречен Върховен съвет. Броят на членовете в него е 360. Местата, заемани на основата на всеобщо избирателно право, са 310. Изискваната възраст за гласуване е 18 години, както и тази за избиране. Президентът има изключително широки правомощия и при избори може да се кандидатира за длъжността неограничен брой пъти. Александър Лукашенко заема поста от 1994 г. насам.
Триста и десет от общия брой членове на Върховния съвет на Беларус се избират с абсолютно мнозинство в едномандатни избирателни райони. Ако нито един от кандидатите не получи абсолютно мнозинство, се провежда втори тур. В него участват двамата кандидати, получили най-много гласове в първия тур. Петдесет места са запазени за представители на обществените организации, избрани от самите тях: 29 места се полагат на ветераните от войната и представителите на работниците, а 21 от местата са за организациите на инвалидите, глухите и слепите.

## Административно деление
Административно Беларус е разделена на 6 области и 1 град на републиканско подчинение (Минск).

## Икономика
Основният отрасъл в икономиката на Беларус е промишлеността – машиностроене, химическа, хранително-вкусова и други индустрии. Около 15% от населението е заето в селското стопанство, чиито основни производства са отглеждането на картофи и скотовъдството. В исторически план силно развити са били дървопреработването и текстилната промишленост.
За разлика от другите източноевропейски страни, в Беларус не са проведени икономически реформи, ориентирани към ускорено развитие на пазарната икономика, и стопанският живот е доминиран изцяло от правителството. След разпада на СССР Беларус се ориентира към системата на „пазарния социализъм“, като частната собственост е позволена, но държавата може да оказва голям контрол върху икономиката и управлява директно цените на стоките. Социалната и административна система са на практика непроменени от времето на СССР.
Беларусия не позволи продажбата на крупните национални компании и разработването на полезните изкопаеми от чужди фирми, като по този начин успя да запази стабилност и да се развива икономически, като е конкурентоспособна на останалите европейски държави.
Благодарение на силната си обвързаност с Русия икономическата ситуация в страната може да се характеризира като стабилна. От бившите съветски републики Беларус е на пето място по БВП на глава от населението (12 000 щ.д.) след Балтийските държави и Русия. БВП (ППС) за 2008 г. е 116,7 млрд. щ.д. Икономическият растеж на Беларус е на едно от първите места в Европа – 8,1%. Вследствие на световната финансова криза, в края на 2008 г. страната получава заем за стабилизиране от Русия на стойност 2 млрд. щ.д. По изискване на Международния валутен фонд за ограничаване на ефектите от кризата, беларуската рубла е девалвирана с 20%, а контролът върху фискалната и монетарна политика е затегнат.
Беларус поиска помощ от МВФ на 1 юли 2011 г. Президентът Александър Лукашенко бе принуден да девалвира беларуската рубла с повече от 30%.
През 2021 година започва работа първата в страната атомна електроцентрала – изградената с руско оборудване Беларуска АЕЦ.

## Инфраструктура

### Здравеопазване
Здравеопазването се финансира от общите данъци. Министерството на здравеопазването и Министерството на финансите се споразумяват за бюджета на здравеопазването и след това се определя процентът на данъчните приходи, които ще се дават на здравеопазването. За разлика от повечето други страни в Европа, служителите не са длъжни да допринасят за бюджета за здравеопазване. Всички граждани и регистрираните жители на Беларус имат право на широк пакет от безплатни обезщетения за здравни грижи в държавата, финансирани институции. Лекарства, предписани за амбулаторни пациенти, някои стоматологични услуги, включително изкуствени зъби, козметична хирургия, очила, посещения в курортите и някои профилактични прегледи, се заплащат. Правителството решава какво да получи всяка група от обществото по отношение на здравните услуги. Гражданите, които принадлежат към уязвимите групи от обществото, например бременни жени, ветерани от войните, диабетици и болни от туберкулоза пациенти, не трябва да плащат всички такси. Родителите обаче трябва да платят част от разходите за лекарства, предписани на децата им с рецепта. Повечето хора приемат, че козметичната хирургия и посещения на курорти са несъществени здравни грижи, и по-голямата част от населението не са съгласни, поради това се начислява такса за извънболнична рецепта. Това насърчава хората да си платят за лечението (което е неналожително, а избрано по желание) или да поискат приемане в болница, тъй като всички лекарства, предписани в болницата, са безплатни.

## Култура
| Дата            | Българско име                       | Местно име                       |
| --------------- | ----------------------------------- | -------------------------------- |
| 1 януари        | Нова година                         | Новы год                         |
| 7 януари        | Рождество Христово                  | Божае Нараджэньне (праваслаўнае) |
| 12 април (2015) | Великден                            | Вялікдзень (праваслаўнае)        |
| 21 април (2015) | Радоница                            | Радаўніца                        |
| 9 май           | Денят на победата                   | Дзень перамогі                   |
| 3 юли           | Ден на независимостта               | Дзень незалежнасці               |
| 7 ноември       | Празник на Октомврийската революция | Дзень кастрычніцкай рэвалюцыі    |
| 25 декември     | Рождество Христово                  | Божае Нараджэньне (каталіцкае)   |

## Граници
На изток граничи с Русия, на запад с Полша, на юг с Украйна, на север с Латвия и на северозапад и Литва.

## Други
- Комуникации в Беларус
- Транспорт в Беларус
- Въоръжени сили на Беларус
- Външна политика на Беларус